# کوزنیتسا (ولادیچین خان)
کوزنیتسا (به صربی: Koznica) یک منطقهٔ مسکونی در صربستان است که در ولادیچین خان واقع شده‌است. کوزنیتسا ۲۳۵ نفر جمعیت دارد.